# Atletismo nos Jogos Pan-Americanos de 2003 - 100 m feminino
A prova dos dos 100 m rasos feminino nos Jogos Pan-Americanos de 2003 foi realizada em 6 de agosto de 2003, com as eliminatórias realizadas no dia anterior. 

## Calendário
| Data        | Fase          |
| ----------- | ------------- |
| 5 de agosto | Eliminatórias |
| 6 de agosto | Final         |

## Medalhistas
| Ouro   | USA Lauryn Williams |
| Prata  | USA Angela Williams |
| Bronze | MEX Liliana Allen   |

## Recordes
Recordes mundial e pan-americano antes da disputa dos Jogos Pan-Americanos de 2003.
| Tipo                             | Atleta                   | Tempo | Local        | Data                |
| -------------------------------- | ------------------------ | ----- | ------------ | ------------------- |
|                                  | Florence Griffith-Joyner | 10.49 | Indianápolis | 16 de julho de 1988 |
| Recorde dos Jogos Pan-Americanos | Evelyn Ashford           | 11.07 | San Juan     | 8 de julho de 1979  |

## Resultados
| Posição | Atleta                 | Eliminatórias | Eliminatórias | Final |
| Posição | Atleta                 | Tempo         | Posição       | Tempo |
| ------- | ---------------------- | ------------- | ------------- | ----- |
| 1       | USA Lauryn Williams    | 11.53         | 2             | 11.12 |
| 2       | USA Angela Williams    | 11.59         | 5             | 11.15 |
| 3       | MEX Liliana Allen      | 11.62         | 6             | 11.28 |
| 4       | CUB Virgen Benavides   | 11.40         | 1             | 11.28 |
| 5       | BAH Tamicka Clarke     | 11.54         | 3             | 11.39 |
| 6       | BAH Savatheda Fynes    | 11.67         | 7             | 11.42 |
| 7       | JAM Judyth Kitson      | 11.71         | 8             | 11.48 |
| 8       | TRI Fana Ashby         | 11.56         | 4             | 11.52 |
|         |                        |               |               |       |
| 9       | COL Digna Luz Murillo  | 11.74         | 9             |       |
| 10      | ANT Heather Samuel     | 11.78         | 10            |       |
| 11      | TRI Kelly-Ann Baptiste | 11.83         | 11            |       |
| 12      | COL Melisa Murillo     | 11.84         | 12            |       |
| 13      | DOM María Carrión      | 11.90         | 13            |       |
| 13      | CUB Misleidys Lazo     | 11.90         | 13            |       |
| 15      | ISV Valma Bass         | 12.15         | 15            |       |
| 16      | DOM Marleni Mejía      | 12.30         | 16            |       |
| 17      | HAI Danielle St Leger  | 12.84         | 17            |       |
| —       | JAM Kerron Stewart     | DNS           | —             |       |